# Клад (посёлок)
 Клад (Фроловка) — посёлок в Старошайговском районе Мордовии в составе Старошайговского сельского поселения.

## География
Находится на расстоянии примерно 4 километра по прямой на северо-восток от районного центра села Старое Шайгово.

## История
Основан в начале 1920-х годов переселенцами из села Летки. В 1931 году учтён 31 двор.

## Население
Постоянное население составляло 10 человек (русские 100 %) в 2002 году, 7 — в 2010 году.